# Elisir '60
Elisir ‘60 è un album del gruppo italiano Santarosa, prodotto e pubblicato nel 1985 in formato LP e musicassetta da Duck Record e distribuito da Durium.

## L'album
L'album, suddiviso in tre tracce, contiene un medley (formula che i Santarosa avevano già sperimentato, agli inizi della carriera, all'interno del brano musicale Souvenir), delle più note canzoni degli anni sessanta, non cantate per intero e unite tra loro, rivisitate in versione dance, italo disco. 
Il lato B contiene inoltre l'inedito Liebe.
L'album verrà ristampato in musicassetta e CD nel 1996, sempre dall'etichetta Duck Record, con un'altra copertina e con un titolo completamente diverso: Quell'estate del ‘60.

## Tracce
Lato A
1. Elisir '60 – 21:34 (Mario Dalla Stella)

Durata totale: 21:34
Lato B
1. Elisir '60 – 17:22 (Mario Dalla Stella))
2. Liebe – 3:42 (J. Raimonds)

Durata totale: 21:04